# 西野未姬
西野未姬（日语：／ Nishino Miki，1999年4月4日—）是日本女藝人，為女子偶像團體AKB48 Team 4前成員，靜岡縣伊東市出身，所屬經紀公司為TWIN PLANET。2012年以AKB48十四期生身分出道。2019年3月27日自AKB48畢業。

## 經歷
2012年
- 5月13日，AKB48第14期研究生甄選最終審查合格。
- 7月9日，首次於劇場登場，在Team K 6th Stage「RESET」公演中作為前座女孩表演。
- 8月19日，參與研究生「我的太陽」劇場公演，正式出道。
- 9月8日，首次參與在廣島舉行的全國握手會。

2013年
- 4月4日，遞交申請，首次參加選拔總選舉。[4]
- 4月21日，第100次參與AKB48的劇場公演。
- 6月5日，參演研究生演唱會，並負責當日公演前的幕後廣播工作。
- 6月8日，第五屆總選舉結果公佈，最終未能入圍。
- 7月20日，在福岡巨蛋演唱會上，宣布成為新組成的研究生衍生組合的成員之一。組合另外六名成員為小嶋真子、冈田奈奈、SKE48的北川綾巴、NMB48的澀谷凪咲、HKT48的田島芽瑠以及朝長美櫻。[5]
- 7月31日，研究生組合定名為「小瓢虫Chu!」（日语：てんとうむChu！）。[6]
- 8月24日，在東京巨蛋演唱會上，宣布昇格至重組後的Team 4。[7]

2014年
- 2月11日，第200次參與AKB48的劇場公演。
- 3月3日，成為日本adidas應援世足國家隊「圓陣企劃」中的圓陣大使之一。[8]
- 6月7日，第六屆總選舉結果公布，得到12,824票，名列第62位。[9]
- 12月4日，與北原里英、小嶋菜月一同參與在香港西九龍中心舉行的簽名握手會。[10]

2015年
- 8月3日，第300次參與AKB48的劇場公演。
- 9月16日，參加AKB48家族 猜拳大會2015，在準決賽負於藤田奈那。其後於9月27日舉行的排名賽擊敗木崎由里亞，獲得第3名。[11]

2016年
- 5月16日，與小嶋真子、岡田奈奈一同參與在香港EMax舉行的簽名握手會。[12]5月17日，三人參與在台灣Y17臺北市青少年育樂中心舉行的簽名握手會。[13]
- 6月18日，第八屆總選舉結果公布，得到16,548票，名列第61位。[14]
- 12月14日，於劇場公演中宣佈將從AKB48畢業。[15][16]

2017年
- 1月5日，第400次參與AKB48的劇場公演。
- 2月1日，AKB48營運方公佈了大和田南那、相笠萌、梅田綾乃和西野未姬4人的畢業詳情；四人的最終握手會為3月12日，而西野未姬的畢業公演為3月27日[17]。

2022年11月22日，宣布與搞笑藝人山本圭一結婚
2024年5月21日，宣布懷孕。10月，長女出生。

## 人物
- 在AKB48劇場公演使用的自我介紹語為「東西南北，東的反方向是～？ 西野～！ 我是Team 4的西野未姬！」（「東西南北、東の逆は～？ 西野～！ チーム4の西野未姫です！」）。
- 曾參加AKB48的第13期研究生甄選以及早安少女組的甄選，但是都在書面審查階段落選。[23]
- 與小嶋真子、冈田奈奈並稱為AKB48第14期生的「三劍客」（三銃士）。[24]
- 最喜歡的食物是馬卡龍[24]，經常於Google+及手提電話網誌上發表各式馬卡龍的照片。
- 胃不好，因此會隨身攜帶胃藥。[25]
- 特技為單杠和心算，持有初級心算證書[26]。

## 參加樂曲

### 單曲CD選拔曲
|      | 發行日期        | 單曲名稱             | 參與歌曲名稱         | 名義          | 收錄版本      | MV | 備註                                                                                  |
| ---- | --------------- | -------------------- | -------------------- | ------------- | ------------- | -- | ------------------------------------------------------------------------------------- |
| 28th | 2012年 10月31日 | UZA                  | 朝向大人之路         | 研究生        | 劇場盤        |    |                                                                                       |
| 29th | 2012年 12月5日  | 永遠的壓力           | 我們的Reason         |               | 劇場盤        |    |                                                                                       |
| 30th | 2013年 2月20日  | So long!             | 強大的花             | 研究生        | 劇場盤        |    |                                                                                       |
| 31st | 2013年 5月22日  | 再見自由式           | LOVE修行             | 研究生        | 劇場盤        | ★  | LOVE修行的MV收錄於Type-H的單曲CD 《倘若在梧桐樹下什麼的》中。                         |
| 32nd | 2013年 8月21日  | 戀愛的幸運餅乾       | 藍天咖啡廳           |               | 劇場盤        |    |                                                                                       |
| 33rd | 2013年 10月30日 | 真心電流             | 清純哲學             | Team 4        | Type-4        | ★  |                                                                                       |
| 33rd | 2013年 10月30日 | 真心電流             | 只給你的Chu!Chu!Chu! | 小瓢蟲Chu!    | Type-B        | ★  |                                                                                       |
| 34th | 2013年 12月11日 | 倘若在梧桐樹下什麼的 | Party is over        | AKB48         | Type-A        | ★  |                                                                                       |
| 34th | 2013年 12月11日 | 倘若在梧桐樹下什麼的 | 選擇了的彩虹         | 小瓢蟲Chu!    | 剧场盘        |    |                                                                                       |
| 35th | 2014年 2月26日  | 勇往直前             | 比起昨天更喜歡你     | Smiling Lions | 全版本        | ★  |                                                                                       |
| 36th | 2014年 5月21日  | 拉布拉多獵犬         | 拉布拉多獵犬         |               | 全版本        | ★  | 首次進入選拔組                                                                        |
| 36th | 2014年 5月21日  | 拉布拉多獵犬         | 芳心逃脫遊戲         | Team 4        | Type-4        | ★  |                                                                                       |
| 37th | 2014年 8月27日  | 心意告示牌           | 個性差的女生         | Future Girls  | Type-B        | ★  |                                                                                       |
| 38th | 2014年 11月26日 | 希望無限             | 現在、Happy          | 玫瑰組        | Type-A 劇場盤 | ★  |                                                                                       |
| 38th | 2014年 11月26日 | 希望無限             | 睜大雙眼的初吻       | Team 4        | Type-D        | ★  | 睜大雙眼的初吻的MV收錄於Type-A初回限定盤的 專輯CD《這裡是羅德斯島、在這裡跳吧！》中。 |
| 39th | 2015年 3月4日   | Green Flash          | 初戀的雄蕊           | 小瓢蟲Chu!    | 劇場盤        |    |                                                                                       |
| 40th | 2015年 5月20日  | 我們不戰鬥           | 「男生」列入研究對象 | 小瓢蟲Chu!    | Type-A        | ★  |                                                                                       |
| 42nd | 2015年 12月9日  | 红唇Be My Baby       | 你你你               | 次世代选拔    | Type-A        |    |                                                                                       |
| 42nd | 2015年 12月9日  | 红唇Be My Baby       | 好像、有點、突然     | Team 4        | Type-D        |    |                                                                                       |
| 44th | 2016年6月1日    | 不需要翅膀           | 沈思者               | Team 4        | Type-B        | ★  |                                                                                       |
| 45th | 2016年8月31日   | LOVE TRIP/分享幸福   | 從看得見岸上的海邊   | Future Girls  | Type-C        | ★  |                                                                                       |
| 46th | 2016年11月16日  | High Tension         | 清纯疲癆             | 小瓢蟲Chu!    | Type-E        | ★  |                                                                                       |

- 標註有「★」符號者表示該首歌曲有拍攝對應的MV，且西野未姬也參與了影片拍攝。

### 專輯CD選拔曲
|     | 發行日期        | 專輯名稱                          | 參與歌曲名稱        | 分隊名義   | 收錄版本        | 備註 |
| --- | --------------- | --------------------------------- | ------------------- | ---------- | --------------- | ---- |
| 5th | 2014年 1月22日  | 未來軌跡 （）                     | 團隊坡道 （チーム坂）       | Team 4     | Type-A          |      |
| 5th | 2014年 1月22日  | 未來軌跡 （）                     | 微笑捉迷藏 （スマイル神隠し）     | 小瓢蟲Chu! | Type-B          |      |
| 6th | 2015年 1月21日  | 這裡是羅德斯島、在這裡跳吧！ （） | Birth               |            | Type-A          |      |
| 6th | 2015年 1月21日  | 這裡是羅德斯島、在這裡跳吧！ （） | 眼淚等一下再說 （涙は後回し） | Team 4     | Type-B          |      |
| 7th | 2015年 11月18日 | 0與1之間 （）                     |                     | Team 4     | MILLION SINGLES |      |
| 7th | 2015年 11月18日 | 0與1之間 （）                     |                     | 小瓢蟲Chu! | THEATER EDITION |      |

### 劇場公演小組曲
- 研究生「我的太陽」公演
  - 不要叫我偶像（アイドルなんて呼ばないで）
  - 我與朱麗葉與雲霄飛車（僕とジュリエットとジェットコースター）
  - 向日葵
- 研究生「睡衣兜風」公演
  - 天使的尾巴（天使のしっぽ）
  - 睡衣兜風（パジャマドライブ）
  - 純情主義
- Team 4 2nd Stage「手牽手」公演
  - Glory days
- Team 4 3rd Stage「偶像的黎明」公演
  - 天國小子（天国野郎）
  - 單戀對角線（片思いの対角線）

## 演出

### 電視劇
- 科幻少女連續劇系列「ADS77」[註 1]
- 女子高警察（日语：女子高警察）（2013年10月27日－2014年3月17日，富士電視台）
- 水手服殭屍 第7集（2014年5月30日，東京電視台）飾 未姫
- 馬路須加學園4 第5集（2015年2月17日，日本電視台）飾 Over（オーバー）

### 舞台劇
- 舞台「馬路須加學園」～京都・血風修學旅行～，（2015年5月14日－2015年5月19日，AiiA Theater Tokyo（日语：アイアシアタートーキョー））
- ，（2015年11月11日－2015年11月15日，Ebisu Echo Theater（日语：恵比寿・エコー劇場））

### 綜藝節目
- 有吉AKB共和國（2012年11月19日－，不定期演出，TBS電視台）
- AKBINGO!（2013年6月25日－，不定期演出，日本電視台）
- AKB子兔道場（2013年7月26日、8月2日，2014年1月31日、2月7日，東京電視台）
- AKB48神TV（家庭劇場（日语：ファミリー劇場））
  - Season13（2013年9月15日－2013年11月10日，不定期演出）
  - Season14（2014年2月9日－2014年3月16日，不定期演出）
  - Season15（2014年4月13日－2014年6月29日，不定期演出）
  - Season16（2014年7月27日－2014年9月7日，不定期演出）
  - Season17（2014年11月9日－2015年2月22日，不定期演出）
  - Season18（2015年4月5日－2015年5月24日，不定期演出）
  - Season19（2015年7月19日－2015年9月6日，不定期演出）
  - Season20（2015年10月18日－）
- AKB48 SHOW!（2013年10月5日－，不定期演出，NHK BS Premium）
- Mecha-Mecha Iketeru! AKB48運動會完全版（日语：めちゃ×2イケてるッ!の企画）[註 2]（2013年11月23日，富士電視台）
- AKB48的你、是誰？（2014年1月31日－，不定期演出，NOTTV）
- 小瓢蟲Chu!的讓全世界都迷上宣言！（2014年4月15日－2014年7月8日，日本電視台）
- HEY!HEY!HEY! 2014 超豪華アーティストにゴリゴリ絡みましたSP“春”（2014年4月17日，富士電視台）
- ハピくるっ!（日语：ハピくるっ!）（2014年5月15日，關西電視台）
- 戀愛總選舉（日语：恋愛総選挙） 第17集（2014年7月24日，富士電視台）
- AKB觀光大使（日语：AKB観光大使） 第17集（2014年9月18日，富士電視ONE（日语：フジテレビONE））
- 珍奇百景鑑定團3小時SP（2014年9月24日，朝日電視台）
- 新 クイズ面白ゼミナール（日语：クイズ面白ゼミナール）（2014年10月9日，NHK）
- AKBでアルバイト（日语：AKBでアルバイト）（2014年10月14日－2014年12月24日，不定期演出，富士電視台）
- R的法則（2014年10月22日－，不定期演出，NHK教育頻道）
- AKB大調查（2014年12月4日－2014年12月18日，富士電視台）
- 今夜くらべてみました（日语：今夜くらべてみました） 第116集（2015年2月24日，日本電視台）
- AKB48 旅少女（日语：AKB48 旅少女）（2015年4月4日、6月14日，日本電視台）
- どうする？東京（日语：東京メトロポリタンテレビジョン番組放送一覧）（2015年4月24日，TOKYO MX）
- 我們反思的夜晚（日语：僕らが考える夜）（2015年8月6日－2015年8月20日，富士電視台）
- 指原カイワイズ（日语：指原カイワイズ）（2015年10月15日－，富士電視台）

### 廣播節目
- AKB48的「我們的故事」 第57集（2013年5月24日，NHK-FM放送）
- All Night Nippon R（日语：オールナイトニッポンR） 「AKB48集團研究生的All Night Nippon R」[註 3]（2013年7月6日，日本放送）
- AKB48的All Night Nippon（日语：AKB48のオールナイトニッポン） 第177集（2013年10月18日，日本放送）
- ON8+1 柱NIGHT! with AKB48（日语：ON8+1）（2014年9月22日，2015年6月1日、6月29日，bayfm）
- AKB48 今夜は帰らない…（日语：AKB48 今夜は帰らない…）（2014年12月1日、12月8日，2015年7月20日、7月27日，CBCラジオ）
- アッパレやってまーす!（日语：アッパレやってまーす!） 第44集（2015年2月5日，MBSラジオ）
- LISTEN? 〜Live 4 Life〜（日语：リッスン? 〜Live 4 Life〜）（2015年2月19日，文化放送）
- クリス松村のザ・ヒットスタジオ（日语：ザ・ヒットスタジオ〜レッツゴーヤンヤン〜）（2015年8月23日，MBSラジオ）

### 電視廣告
- 大江戶溫泉物語
  - 大江戶「浴衣」物語（2013年8月）
  - 大江戶「湯船」物語（2013年8月）
  - 大江戶「宿泊」物語（2014年1月）
  - 大江戶「夕食」物語（2014年1月）
- WONDA（日语：WONDA）  （2014年1月）
- adidas （2014年3月）
- Ubisoft 「JUST DANCE Wii U」（2014年3月）
- Alpen（日语：アルペン (企業)） （2014年12月）

### 雜誌
| 出版日期       | 雜誌名稱                                   | 出版社         | 演出部分                             | 其他演出成員                                         |
| -------------- | ------------------------------------------ | -------------- | ------------------------------------ | ---------------------------------------------------- |
| 2012年11月5日  | B.L.T. U-17 Vol.24                         | 東京新聞通信社 |                                      | 橋本耀、小嶋真子、前田美月、岡田奈奈、內山奈月       |
| 2012年11月12日 | AKB48×週刊Playboy 2012                     | 集英社         |                                      | 橋本耀、小嶋真子、前田美月、岡田奈奈、內山奈月       |
| 2013年3月23日  | UTB+ vol.13                                | WANI BOOKS     |                                      | 小嶋真子、岡田奈奈                                   |
| 2013年5月7日   | B.L.T. U-17 Vol.26                         | 東京新聞通信社 | "Fancy Talk"                         | 平田梨奈、大森美優、岡田彩花、橋本耀、小嶋真子       |
| 2013年6月3日   | G-FLASH 13年7月號                          | 光文社         |                                      | 小嶋真子                                             |
| 2013年6月29日  | ENTAME 2013年8月號                         | 德間書店       |                                      | 峯岸南、相笠萌、岩立沙穗、茂木忍、小嶋真子、岡田奈奈 |
| 2013年8月5日   | B.L.T. U-17 Vol.27                         | 東京新聞通信社 | "No pain, No gain?"                  | 相笠萌、村山彩希、高島祐利奈、小嶋真子、岡田奈奈     |
| 2013年8月29日  | BIG ONE GIRLS NO.018                       | 近代映畫社     | 西野未姫 (AKB48)                     | -                                                    |
| 2013年9月30日  | ENTAME 2013年11月號                        | 德間書店       |                                      | 小嶋真子、岡田奈奈                                   |
| 2013年11月8日  | BIG ONE GIRLS NO.019                       | 近代映畫社     | Who's That AKB48 No.001 Miki Nishino | -                                                    |
| 2013年11月9日  | BOMB 2013年12月號                          | 學研Publishing |                                      | 小嶋真子、岡田奈奈                                   |
| 2013年11月18日 | 週刊Playboy 2013年 no.48                   | 集英社         |                                      | 小嶋真子、岡田奈奈                                   |
| 2013年11月30日 | BUBKA 2014年1月號                          | 白夜書房       |                                      | 小嶋真子、岡田奈奈                                   |
| 2013年11月30日 | ENTAME 2014年1月號                         | 德間書店       |                                      | 岩立沙穗、高島祐利奈、岡田奈奈                       |
| 2013年12月17日 | Gravure The Television Vol.31              | KADOKAWA       |                                      | 小嶋真子、岡田奈奈                                   |
| 2013年12月19日 | B.L.T. 2014年2月號                         | 東京新聞通信社 |                                      | 渡邊麻友                                             |
| 2013年12月27日 | FLASH Special 2014 新年號                  | 光文社         |                                      | 小嶋真子                                             |
| 2014年1月29日  | Anican R Yanyan!! 特別號 Next Ace 2014     | 音樂出版社     |                                      | 小嶋真子、岡田奈奈                                   |
| 2014年2月28日  | ENTAME 2014年4月號                         | 德間書店       |                                      | 川榮李奈、田野優花、相笠萌、小嶋真子、大和田南那     |
| 2014年4月24日  | B.L.T. 2014年6月號                         | 東京新聞通信社 |                                      | 岡田奈奈                                             |
| 2014年4月30日  | Cool-up Girls Vol.1                        | 音樂専科社     |                                      | -                                                    |
| 2014年5月9日   | B.L.T. U-17 Vol.30                         | 東京新聞通信社 | "Parade Goes on"                     | 岡田奈奈、込山榛香、向井地美音、大川莉央、土保瑞希   |
| 2014年9月16日  | 週刊Playboy 2014年 no.39                   | 集英社         |                                      | -                                                    |
| 2014年9月23日  | UTB 2014年11月號                           | WANI BOOKS     | LOVE SICK!                           | -                                                    |
| 2014年12月29日 | ENTAME 2015年2月號                         | 德間書店       |                                      | 岡田奈奈                                             |
| 2015年2月28日  | BUBKA 2015年4月號                          | 白夜書房       |                                      | -                                                    |
| 2015年3月24日  | B.L.T. 2015年5月號                         | 東京新聞通信社 |                                      | -                                                    |
| 2015年5月23日  | UTB 2015年7月號                            | WANI BOOKS     |                                      | -                                                    |
| 2015年7月16日  | Anican R Yanyan!! 2015 SUMMER Fresh!Fresh! | 音樂出版社     |                                      | 小嶋真子、岡田奈奈                                   |
| 2015年8月31日  | BUBKA 2015年10月號                         | 白夜書房       |                                      | 岡田奈奈                                             |

## 備註
1. ↑  「ADS77」是由犬童一心導演、由AKB48研究生主演，具有舞台劇風格的連續劇影片。全劇共三集，分別收錄於不同版本的單曲CD《戀愛的幸運餅乾》中。
2. ↑  西野未姬並未參與運動會當日的拍攝工作，而是於其後在灣岸攝影棚拍攝的追加片段中登場。
3. ↑  這一集是特別企劃，演出者為於2013年6月8日至6月13日期間舉行的「AKB48集團研究生的All Night Nippon選拔總選舉」中，宣傳影片點擊次數最多的3名研究生，依次為山田瑞穗、西野未姬和相笠萌。

## 外部連結
- 西野未姬的X（前Twitter）（日語）
- 西野未姬在755的頁面 （页面存档备份，存于）（日語）
- 西野未姬的Instagram帳戶
- 西野未姬官方部落格 Powered by LINE （页面存档备份，存于）（日語）
- 西野未姫（無所属）的SHOWROOM專頁